# Liste der Kulturdenkmale in Basthorst
In der Liste der Kulturdenkmale in Basthorst sind alle Kulturdenkmale der schleswig-holsteinischen Gemeinde Basthorst (Kreis Herzogtum Lauenburg) aufgelistet (Stand: 31. März 2025).

## Legende
In den Spalten befinden sich folgende Informationen:
- Objekt-ID: die Nummer des Kulturdenkmales
- Lage: die Adresse des Kulturdenkmales und die geographischen Koordinaten. Kartenansicht, um Koordinaten zu setzen. In der Kartenansicht sind Kulturdenkmale ohne Koordinaten mit einem roten Marker dargestellt und können in der Karte gesetzt werden. Kulturdenkmale ohne Bild sind mit einem blauen Marker gekennzeichnet, Kulturdenkmale mit Bild mit einem grünen Marker.
- Offizielle Bezeichnung: Bezeichnung des Kulturdenkmales
- Beschreibung: die Beschreibung des Kulturdenkmales
- Bild: ein Bild des Kulturdenkmales

## Sachgesamtheiten
| Objekt-ID      | Lage                                                              | Offizielle Bezeichnung | Beschreibung | Bild                             |
| -------------- | ----------------------------------------------------------------- | ---------------------- | --- | -------------------------------- |
| 40565 Wikidata | An der Kirche (53° 34′ 45″ N, 10° 28′ 14″ O)                      | Kirche St. Marien      | Aktualisierung vorgesehen - Begründung: geschichtlich, künstlerisch, städtebaulich, Kulturlandschaft prägend - Schutzumfang: Kirche St. Marien mit Ausstattung, Kirchhof, Historische Grabmale, Feldsteinmauer, Eichenkranz | weitere Fotos \| Fotos hochladen |
| 39672 Wikidata | Auf dem Gut 1, 4, 6–8, Auf dem Gut (53° 34′ 52″ N, 10° 28′ 13″ O) | Gut Basthorst          | Sachgesamtheit: Gut Basthorst; 17.–20. Jh.; Anlage auf mittelalterliches Gut von Schack zurückgehend (13. Jh.), um 1640 Festungsanlage; Parkanlage aus dem 18. Jh. nach Schleifung der Festung; zahlreiche Eigentümerwechsel, 1872 Aufhebung der Le-hensrechts. Gebäudebestand des 18.–20. Jhs.: Dreiflügliges Herrenhaus im Kern von 1750 mit vorgelagerten Rondell eingefasst von einer Hainbuchenhecke, Fachwerkhaus um 1790, Schafstall vor 1800, Pferdestall im Heimatschutzstil 1913; gepflasterter Wirtschaftshof zw. 1862 u. 1913; Richtung Osten Eichenallee, im Norden Festungsgraben - Begründung: geschichtlich, künstlerisch, Kulturlandschaft prägend - Schutzumfang: Herrenhaus (Auf dem Gut 1); Pferdestall, Fachwerkgebäude (heute Guts-verwaltung), Kuhstall, Schafstall, südliche Scheune, nördliche Scheune (Auf dem Gut); Ne-bengebäude (Auf dem Gut 4), Wohnhaus (Auf dem Gut 6-8); Gutsgarten mit Rondell und Hainbuchenhecke, Eichenallee, ehem. Festungsgraben, Hofpflasterung | weitere Fotos \| Fotos hochladen |

## Bauliche Anlagen und Gründenkmale
| Objekt-ID      | Lage                                         | Offizielle Bezeichnung                 | Beschreibung | Bild                             |
| -------------- | -------------------------------------------- | -------------------------------------- | --- | -------------------------------- |
| 2876 Wikidata  | An der Kirche (53° 34′ 45″ N, 10° 28′ 14″ O) | Kirche St. Marien mit Ausstattung      | Die Feldsteinkirche wurde in den Jahren 1857 und 1858 im neugotischen Stil errichtet. Alteintragung (Aktualisierung vorgesehen) - Begründung: geschichtlich, künstlerisch, städtebaulich - Schutzumfang: gesamtes Objekt - Denkmaltyp: Bauliche Anlage, Sachgesamtheit: Kirche St. Marien | weitere Fotos \| Fotos hochladen |
| 7996 Wikidata  | Auf dem Gut 1 (53° 34′ 52″ N, 10° 28′ 13″ O) | Herrenhaus                             | Herrenhaus Basthorst; im Kern 18. Jahrhundert; eingeschossiger Back-steinbau auf ehemaligem U-förmigem Grundriss mit überkragenden Walmdächern, Garten-seite in Fachwerk, östlicher Flügel 1955/56 durch angepassten Winkelbau ersetzt. - Begründung: geschichtlich, künstlerisch, Kulturlandschaft prägend - Schutzumfang: gesamtes Objekt - Denkmaltyp: Bauliche Anlage, Sachgesamtheit: Gut Basthorst | weitere Fotos \| Fotos hochladen |
| 39677 Wikidata | Auf dem Gut (53° 34′ 52″ N, 10° 28′ 13″ O)   | Pferdestall                            | Pferdestall; 1913; eingeschossiger Backsteinbau mit Halbwalmdach und zwei gerundeten Quergiebeln, Innengliederung und Stallausstattung weitgehend erhalten. - Begründung: geschichtlich, Kulturlandschaft prägend - Schutzumfang: gesamtes Objekt - Denkmaltyp: Bauliche Anlage, Sachgesamtheit: Gut Basthorst | BW                               |
| 39678 Wikidata | Auf dem Gut (53° 34′ 52″ N, 10° 28′ 13″ O)   | Fachwerkgebäude (heute Gutsverwaltung) | Fachwerkgebäude; im Kern um 1790; eingeschossiger Fachwerkbau auf Natursteinsockel, Walmdach. - Begründung: geschichtlich, Kulturlandschaft prägend - Schutzumfang: gesamtes Objekt - Denkmaltyp: Bauliche Anlage, Sachgesamtheit: Gut Basthorst | BW                               |
| 19836 Wikidata | An der Kirche (53° 34′ 44″ N, 10° 28′ 15″ O) | Kirchhof                               | Alteintragung (Aktualisierung vorgesehen) - Begründung: geschichtlich, Kulturlandschaft prägend - Schutzumfang: Kirchhof, Historische Grabmale, Feldsteinmauer, Eichenkranz - Denkmaltyp: Gründenkmal, Sachgesamtheit: Kirche St. Marien | weitere Fotos \| Fotos hochladen |
| 39690 Wikidata | Auf dem Gut (53° 34′ 45″ N, 10° 27′ 45″ O)   | Eichenallee                            | Eichenallee von Westen auf das Gut zulaufend, ca. 600 Meter lang; seit dem 18. Jh. als Knickweg überliefert - Begründung: geschichtlich, Kulturlandschaft prägend - Schutzumfang: gesamtes Objekt - Denkmaltyp: Gründenkmal, Sachgesamtheit: Gut Basthorst | BW                               |
| 39691 Wikidata | Auf dem Gut (53° 34′ 53″ N, 10° 28′ 11″ O)   | Gutsgarten                             | Gutsgarten; 19. Jh., auf Anlage um 1640 zurückgehend; Landschaftspark mit bemerkenswertem Tulpenbaum, dem wohl ältesten im Kreisgebiet, Graben der barocken Festungsanlage im nördlichen Bereich erhalten, im westlichen Bereich Störung durch Einbau einer Kläranlage in den 1970er Jahren, dem Gutshaus vorgelagertes Rondell mit umlaufen-der, mächtiger Hainbuchenhecke als schönes Entree in die Hofanlage, imposante Ei-chenallee nach Westen in die umgebende Agrarlandschaft führend, bemerkenswerte groß-flächige Hofpflasterung des 19. Jahrhunderts. - Begründung: geschichtlich, Kulturlandschaft prägend - Schutzumfang: Gutsgarten, Rondell mit Hainbuchenhecke - Denkmaltyp: Gründenkmal, Sachgesamtheit: Gut Basthorst | BW                               |